# Kodigehalli, Bangalore North
Kodigehalli là một làng thuộc tehsil Bangalore North, huyện Bangalore Urban, bang Karnataka, Ấn Độ.